# Martin Sobotka
Martin Sobotka (* 28. listopadu 1970 Praha) je český herec.
Narodil se do umělecké rodiny, jeho matka byla baletkou. V roce 1991 vystudoval Státní konzervatoř v Praze, poté byl krátce v angažmá v Západočeském divadle v Chebu a následně v pražském Divadle Jiřího Wolkera. Od konce 90. let 20. století působí v Divadelní společnosti Háta, hraje také v Hudebním divadle Karlín či jiných muzikálových scénách. Objevil se v několika televizních seriálech, hlavní roli ztvárnil v sitcomu PanMáma (2013). Hrál v různých televizních filmech a v několika celovečerních snímcích, např. ve filmech Proč? (1987), Člověk proti zkáze (1989) nebo Kvaska (2007), objevil se také v reklamách. Od roku 1978 se věnuje dabingu, často namlouvá Adama Sandlera či Caseyho Afflecka. Jeho známou dabingovou rolí je Dave Lister v sitcomu Červený trpaslík, dále například od roku 2014 namlouvá Kaie z Ninjaga, či v roce 2020 daboval postavu Paula Stametse v seriálu Star Trek: Discovery.
S manželkou, baletkou Barborou Kolaříkovou, má syna Floriána.